# Garsonjera
Garsonjera (fran. garçonnière), je najmanjša bivalna enota, enosobno manjše stanovanje ali soba. Ime izvira iz francoščine, kjer garçon pomeni fant, pa tudi natakar.

## Opis
Za garsonjero je značilno, da so v njej združene kuhinjske, bivalne, spalne in shranjevalne površine, od osnovne enote je ločena le kopalnica. Povprečna garsonjera največkrat obsega 25 do 35 kvadratnih metrov površine.